# Andale, Belur
Andale là một làng thuộc tehsil Belur, huyện Hassan, bang Karnataka, Ấn Độ.